# Santana do Ipanema
Santana do Ipanema é um município brasileiro do estado de Alagoas, com uma população, conforme estimativas do IBGE de 2018, de 47 486 habitantes.